# Anemia refractaria con exceso de blastos
La anemia refractaria con exceso de blastos (RAEB),es un subtipo de síndrome mielodisplásico (SMD) grave caracterizado por citopenias con displasia uni- o multilineal y con un porcentaje entre 5 y 19 % de blastos en la médula ósea o sangre.

## Epidemiología
La prevalencia exacta se desconoce pero  la enfermedad representa aproximadamente, el 40 % de los pacientes con SMD, cuya prevalencia se estima entre 1 de cada 25 mil a 1 de cada 33 mil afectados. La enfermedad es propia de la edad adulta tardía, con predominio masculino

## Descripción clínica
Se reconocen dos tipos de AREB: tipo 1 (AREB-1) y tipo 2 (AREB-2) que se diferencian en función del porcentaje de blastos en médula ósea o sangre. Los afectados, por lo general, presentan síntomas relacionados con una o más citopenias. La tasa de supervivencia es inferior en pacientes con AREB-2, con mayor frecuencia de transformación a leucemia mieloide aguda. La mayoría de pacientes fallece por complicaciones relacionadas con la neutropenia, la trombocitopenia o la anemia grave.

## Etiología
La etiología es desconocida, aunque se considera la existencia de susceptibilidad hereditaria o lesión de la célula madre hematopoyética.